# You da One
Singles de Rihanna
We Found Love
(2011) Talk That Talk
(2012)
Pistes de Talk That Talk
Where Have You Been
(2)
You da One est le deuxième single du sixième album de Rihanna, Talk That Talk (2011). La chanson est écrite par Lukasz Gottwald, Ester Dean, John Hill et Rihanna et est produite par Dr Luke. La chanson est sortie le 14 novembre 2011 en téléchargement légal aux États-Unis. Les ventes du single sont estimées à deux ou trois millions d'exemplaires.

## Structure musicale
You da One est une chanson de tempo modéré, qui s'inspire du reggae mais présente un pont de style dubstep avant le dernier refrain.

## Accueil
You da One est le deuxième single de Talk That Talk. Le single parvient moins facilement à s'imposer que son prédécesseur mais parviendra quand même à dépasser les 2 millions de ventes au niveau mondial.

## Clip
Une partie du clip a été tournée devant un fond rose. On pouvait y voir Rihanna, blonde, une canne et devant un fauteuil. Rihanna a aussi dévoilé une autre vidéo où on la voit chez le dentiste  en train de se faire prendre des empreintes de ses dents. La pâte était de couleur verte et le clip ne devrait plus trop tarder à sortir. Une photo a été dévoilée de ce clip montrant Rihanna nue, avec sa chevelure blonde, levant la tête en haut et crachant de la fumée. Le clip a été dévoilé le 23 décembre.

## Liste des pistes
- Téléchargement digital[3]

1. You da One – 3:20

- CD single

1. You da One
2. We Found Love (Chuckie Extended Remix)

- The Remixes

1. You da One (Dave Audé Radio) - 3:53
2. You da One (Dave Audé Club) - 7:59
3. You da One (Dave Audé Dub) - 7:29
4. You da One (Almighty Radio) - 3:46
5. You da One (Almighty Club) - 6:26
6. You da One (Almighty Dub) - 6:26
7. You da One (Gregor Salto Amsterdam Edit) - 2:58
8. You da One (Gregor Salto Amsterdam Club) - 5:21
9. You da One (Gregor Salto Amsterdam Dub) - 5:06
10. You da One (Gregor Salto Vegas Edit) - 2:46
11. You da One (Gregor Salto Vegas Club) - 4:46
12. You da One (Gregor Salto Drum Dub) - 4:34

## Classements et certifications
| Classement (2011)                           | Meilleure position |
| ------------------------------------------- | ------------------ |
| Australie (ARIA)                            | 26                 |
| Belgique (Flandre Ultratip 100)             | 3                  |
| Belgique (Wallonie Ultratip 50)             | 4                  |
| Brésil (Billboard Hot 100)                  | 86                 |
| Brésil (Billboard Hot Pop Songs)            | 21                 |
| Canada (Billboard Hot 100)                  | 21                 |
| France (SNEP)                               | 20                 |
| Irlande (IRMA)                              | 48                 |
| Liban (Lebanese Top 20)                     | 14                 |
| Pays-Bas (Single Top 100)                   | 53                 |
| Nouvelle-Zélande (RMNZ)                     | 10                 |
| Norvège (VG-lista)                          | 16                 |
| Écosse (OCC)                                | 24                 |
| Corée du Sud Gaon International Chart       | 7                  |
| Suède (Sverigetopplistan)                   | 17                 |
| Royaume-Uni (UK R&B Chart)                  | 6                  |
| Royaume-Uni (UK Singles Chart)              | 22                 |
| États-Unis (Billboard Hot 100)              | 14                 |
| États-Unis (Billboard Hot Dance Club Songs) | 1                  |
| États-Unis Pop Songs (Billboard)            | 19                 |
| Classement (2012)                           | Meilleure position |
| États-Unis Hot Dance Club Songs (Billboard) | 32                 |

| Pays             | Organisme | Certification |
| ---------------- | --------- | ------------- |
| Australie        | ARIA      | Platine       |
| Danemark         | IFPI      | Or            |
| Nouvelle-Zélande | RAINZ     | Or            |
| États-Unis       | RAINZ     | Platine       |

## Historique de sortie
| Pays             | Date              | Format                               | Label              |
| ---------------- | ----------------- | ------------------------------------ | ------------------ |
| États-Unis       | 11 novembre 2011  | Radio première                       | Def Jam Recordings |
| États-Unis       | 14 novembre, 2011 | Téléchargement digital               | Def Jam Recordings |
| France           | 14 novembre, 2011 | Téléchargement digital               | Def Jam Recordings |
| Australie        | 14 novembre, 2011 | Téléchargement digital               | Def Jam Recordings |
| Nouvelle-Zélande | 14 novembre, 2011 | Téléchargement digital               | Def Jam Recordings |
| Finlande         | 14 novembre, 2011 | Téléchargement digital               | Def Jam Recordings |
| Italie           | 14 novembre, 2011 | Téléchargement digital               | Def Jam Recordings |
| Espagne          | 14 novembre, 2011 | Téléchargement digital               | Def Jam Recordings |
| Belgique         | 14 novembre, 2011 | Téléchargement digital               | Def Jam Recordings |
| Luxembourg       | 14 novembre, 2011 | Téléchargement digital               | Def Jam Recordings |
| Pays-Bas         | 14 novembre, 2011 | Téléchargement digital               | Def Jam Recordings |
| Norvège          | 14 novembre, 2011 | Téléchargement digital               | Def Jam Recordings |
| Autriche         | 14 novembre, 2011 | Téléchargement digital               | Def Jam Recordings |
| Portugal         | 14 novembre, 2011 | Téléchargement digital               | Def Jam Recordings |
| Suisse           | 14 novembre, 2011 | Téléchargement digital               | Def Jam Recordings |
| Suède            | 14 novembre, 2011 | Téléchargement digital               | Def Jam Recordings |
| États-Unis       | 29 novembre 2011  | Mainstream, rhythmic et urban radio, | Def Jam Recordings |
| Royaume-Uni      | 2 janvier 2012    | Téléchargement digital               | Def Jam Recordings |
| Allemagne        | 6 janvier 2012    | CD single                            | Universal Music    |